# ペーター・フォン・ハイデブレック
ペーター・フォン・ハイデブレック（ドイツ語: Peter von Heydebreck、1889年7月1日‐1934年6月30日）は、ドイツの政治家。国家社会主義ドイツ労働者党（ナチ党）の組織突撃隊（SA）の隊員。最終階級は突撃隊少将（SA-Brigadeführer）。長いナイフの夜事件の際に粛清された。

## 略歴
第一次世界大戦に従軍。戦後、義勇軍(フライコール)「ハイデブレック」を組織し、ドイツ革命反対闘争を展開した。ヴォイチェフ・コルファンティがシレジア蜂起を起こした際にはそれを鎮圧するための戦闘に参加。アンナベルクの戦い(en)において大きな活躍をした。しかしこの際に片腕を失った。「アンナベルクの英雄（Held vom Annaberg）」と呼ばれるようになった。
1924年12月、ドイツ民族自由党の議員として国会議員に当選。まもなくナチス党に移動。1925年には上シレジアの突撃隊の組織にあたった。
1933年、ポンメルンの第4突撃隊集団(SA-Gruppe IV)の指導者となる。
ナチ党政権掌握後、突撃隊幹部の粛清を決意したアドルフ・ヒトラーは、1934年6月28日にレームやフォン・ハイデブレック他突撃隊幹部に対して会合を提案してバート・ヴィースゼー（Bad Wiessee）に呼び集めた。1934年6月30日早朝、車でバート・ヴィースゼーへ向かう途中にバート・ヴィースゼーでの粛清を終えて戻ってきたヒトラーの車両と行き違い、車を止められてヒトラーにより逮捕された。その後、レーム達が投獄されていたシュターデルハイム刑務所(Justizvollzugsanstalt München in der Stadelheimer Straße)へ投獄された。ヒトラーはレームの処刑についてはしばらく悩み、処刑を翌日まで許可しなかったが、フォン・ハイデブレックら他の突撃隊幹部の処刑は許可した。夕方、ヨーゼフ・ディートリヒら「ライプシュタンダルテ・アドルフ・ヒトラー」部隊員が現れ、アウグスト・シュナイトフーバー、ヴィルヘルム・シュミット、エドムント・ハイネス、ハンス・ハイン、ハンス・フォン・シュプレーティ＝ヴァイルバッハの5名とともに中庭へ連れて行かれて銃殺された。
フォン・ハイデブレックは銃殺前に「私は総統のために生きている。総統の思想だけが生きがいだ。総統を信じられなくなったときには私は死んだ方が良い」と述べた。銃口が突き付けられた際にも「ハイル・ヒトラー！」と最期に叫び、散っていった。